# Obal (Stadt)
Obal (belarussisch Обаль, russisch Оболь) ist eine Stadt in Belarus am gleichnamigen Fluss, im Rajon Schumilina der Oblast Wizebskaja.

## Geschichte
Der Ort wurde erstmals Anfang des 16. Jahrhunderts als Dorf in der Provinz Polazk des Großfürstentums Litauen erwähnt. Bei der ersten polnischen Teilung 1772 wurde es dem zaristischen Russland zugeschlagen.
Nach dem Ersten Weltkrieg gehörte Obal zunächst zu Belarus, ehe es kurz darauf zusammen mit Nachbargemeinden der Russischen Sowjetrepublik zugeordnet wurde. 1924 wurde diese Zuordnung wieder rückgängig gemacht.
Im Zweiten Weltkrieg war Obal ab 1941 von deutschen Truppen besetzt, 1944 wurde die Stadt von der Roten Armee befreit. Inzwischen hatte Obal den Status einer Stadt erlangt und zählt etwa 3.000 Einwohner.

## Wirtschaft und Verkehr
1866 wurde Obal durch die Bahnlinie Polozk – Witebsk an das Eisenbahnnetz angeschlossen. Die ökonomische Grundlage der Gemeinde war insbesondere die Holzwirtschaft und aus dem Grundstoff Holz hergestellte Produkte.